# Hades (Computerspiel)

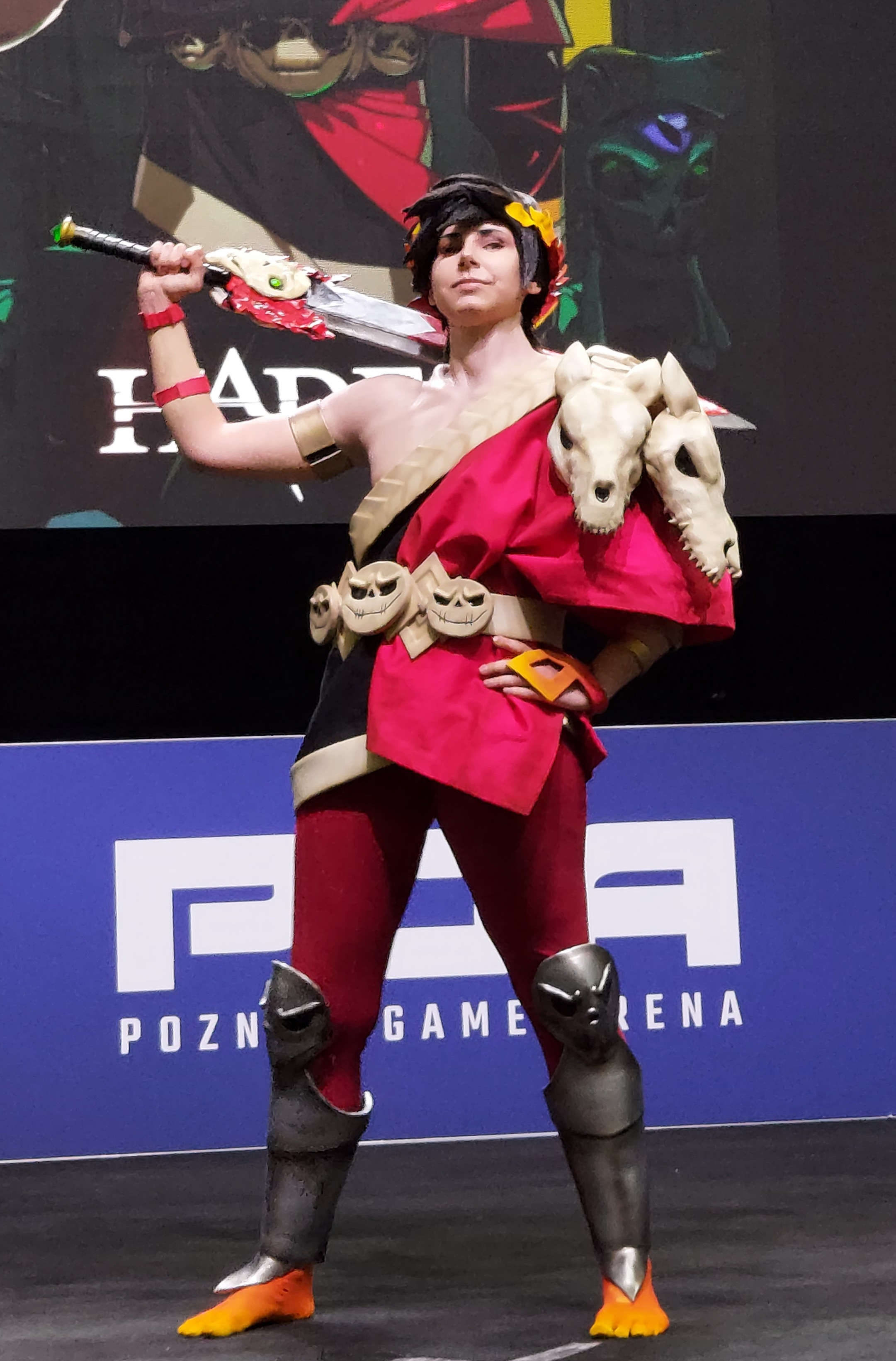
Cosplay von der Hauptfigur Zagreus

Hades ist ein Computerspiel vom amerikanischen Indie-Entwicklerstudio Supergiant Games. Das Rogue-like/Action-Rollenspiel wurde am 17. September 2020 für Windows, macOS und Nintendo Switch veröffentlicht, nach einer Early-Access-Version im Dezember 2018. Die Veröffentlichung für PlayStation 4, PlayStation 5, Xbox One und Xbox Series X/S war am 13. August 2021.
Der Spieler steuert Zagreus, den Sohn des Hades, bei seinem Versuch, aus der Unterwelt zu entkommen und den Olymp zu erreichen, manchmal unterstützt durch Geschenke der anderen Olympier. Jeder Durchlauf fordert den Spieler durch eine zufällige Reihe von Räumen heraus, die mit Feinden und Belohnungen besetzt sind. Das Spiel verfügt über ein Hack-and-Slash-Kampfsystem; der Spieler verwendet eine Kombination aus dem Angriff seiner Hauptwaffe, der Schlagkraft und der magischen Fähigkeit, um die Gegner zu besiegen und gleichzeitig Schaden zu vermeiden, um so weit wie möglich voranzukommen. Während Zagreus oft stirbt, kann der Spieler gewonnene Schätze verwenden, um bestimmte Attribute zu verbessern oder neue Waffen und Fähigkeiten freizuschalten, um die Chancen zu verbessern, bei späteren Durchgängen zu entkommen.
Hades wurde im Anschluss an Supergiants Pyre entwickelt, einem Spiel, in dem sie die prozedurale Erzählweise erproben wollten, aber aufgrund der Art der Hauptspielmechanik feststellten, dass die Spieler Pyre nicht mehrmals durchspielten, um dies zu erkunden. Die Rogue-like-Struktur von Hades gab ihnen die Möglichkeit, dem Spieler diese verzweigten Geschichten im Verlauf mehrerer Durchläufe zu erzählen.
Als kommerzieller und kritischer Erfolg wurde Hades für seine Spielmechanik, seine künstlerische Gestaltung, seine Musik, seine Erzählung und seine Charaktere gelobt und verkaufte sich über eine Million Mal. Es wurde von mehreren Preisverleihungen und Medienpublikationen zum Spiel des Jahres 2020 gewählt.

## Spielmechanik
Der Spieler übernimmt die Rolle von Zagreus, dem Prinzen der Unterwelt, der versucht, dem Reich zu entkommen, um seinem gefühllosen Vater Hades zu entkommen und den Olymp zu erreichen. Bei seiner Suche wird er von den anderen olympischen Göttern unterstützt, die ihm Gaben verleihen, um die Wesen zu bekämpfen, die den Ausgang aus der Unterwelt schützen. Auch bekannte Bewohner der Unterwelt wie Sisyphos, Eurydike oder Patroklos helfen ihm auf seiner Suche. Das Spiel bietet vier „Biome“, oder Schauplätze der Unterwelt: Tartaros, Asphodeliengrund, Elysion und der Tempel der Styx.
Das Spiel wird in einer isometrischen Ansicht dargestellt. Der Spieler beginnt einen Durchlauf des Spiels, indem er versucht, sich durch eine Reihe von Räumen zu kämpfen; die Räume werden aus einem Bestand von vorher festgelegten Grundrissen gezogen, aber ihre Reihenfolge und die Feinde, die erscheinen, werden zufällig bestimmt. Das Spiel hat ein Hack-and-Slash-Kampfsystem. Der Spieler hat eine Primärwaffe, einen Spezialangriff und einen magischen „Zauber“, der aus großer Entfernung eingesetzt werden kann. Beim Starten eines Laufs stellt einer der Olympier eine Gabe zur Verfügung, eine Auswahl von drei dauerhaften Gaben für diesen Lauf, aus denen der Spieler wählen kann; die Gaben sind thematisch an den Olympier angelehnt, zum Beispiel bei Zeus, der Blitzschaden-Effekte bereitstellt. Nachdem der Spieler einen Raum abgeschlossen hat, wird ihm die Art der Belohnung angezeigt, die er erhalten kann, wenn er den nächsten Raum oder eine Auswahl der nächsten Räume abschließt. Dabei kann es sich um zusätzliche olympische Gaben, Waffenverbesserungen, Wiederherstellungsgegenstände, Charonspfennige, die in Charons Laden ausgegeben werden können, oder Gegenstände für das Metaspiel, die sich auf zukünftige Durchläufe auswirken. Sollten Zagreus' Lebenspunkte auf null fallen, „stirbt“ er und muss sich seinem Vater stellen, wodurch alle olympischen Gaben, Waffenverbesserungen und Charonspfennige, die er beim letzten Durchlauf erhalten hat, entfernt werden.
Zwischen den Durchläufen kann Zagreus das Haus des Hades erkunden, bevor er sich auf eine neue Reise begibt. Hier kann der Spieler Gegenstände aus den Durchläufen verwenden, um das Metaspiel zu beeinflussen. Der Spieler kann Fähigkeiten für Zagreus freischalten und verbessern, den Bau von neuen Funktionen der Unterwelt in Auftrag geben, die in zukünftigen Durchläufen erscheinen können, oder neue Waffen erhalten und aufwerten. Der Spieler kann Zagreus auch mit den verschiedenen Figuren der Unterwelt interagieren lassen und sein Ansehen bei ihnen verbessern, was dem Spiel erzählerische Elemente verleiht und auch Aufgaben mit zusätzlichen Belohnungen bieten kann. Der Spieler hat auch die Möglichkeit, mit einigen Figuren eine Romanze zu führen, wenn die Handlung fortschreitet.

## Handlung
Zagreus, der Sohn des Hades, versucht, dem Reich seines Vaters in der Unterwelt zu entkommen. Unterstützt wird er dabei von seiner Adoptivmutter Nyx, die ihm einen speziellen Spiegel schenkt, der ihm über die gesammelte Dunkelheit verschiedene Fähigkeiten verleiht. Auch andere Götter des Olymps, an die er sich gewandt hat, helfen ihm mit Gaben, die ihm besondere Kräfte verleihen. Sein Mentor Achilleus versorgt ihn mit Höllenwaffen, die mächtige und verborgene Aspekte ihrer vergangenen, gegenwärtigen und zukünftigen Träger besitzen. Hades behindert Zagreus' Fortschritt, indem er die verschiedenen Bewohner der Unterwelt auf ihn loslässt, darunter die Furie Megaira, Zagreus' Ex-Geliebte (und später ihre Schwestern Alekto und Tisiphone); eine lerneanische Knochenhydra; der legendäre Theseus zusammen mit seinem neuen Partner Asterius und schließlich Hades selbst.
Es wird schließlich enthüllt, dass Zagreus der Unterwelt entkommen möchte, um Persephone zu finden, seine leibliche Mutter, die er nie gekannt hat, da ihm immer gesagt wurde, er sei das Kind von Nyx. Hades weigert sich, auch nur ihren Namen in seinem Haus auszusprechen, und es heißt, dass unvorstellbare Strafen auf jeden zukommen sollen, der seinem Befehl nicht gehorcht. Nyx hingegen beschließt, Zagreus dabei zu helfen, die Wahrheit über seine wahre Mutter herauszufinden, indem sie ihn mit seinen Verwandten auf dem Olymp in Kontakt bringt. Nachdem er schließlich Hades zum ersten Mal besiegt hat, findet Zagreus Persephone in Griechenland. Nach einem emotionalen Wiedersehen erfährt Zagreus, dass er, da er wie sein Vater an die Unterwelt gebunden ist, nicht lange an der Oberfläche überleben kann. Trotzdem verspricht er, immer wieder zu fliehen, um Zeit mit Persephone zu verbringen und die Wahrheit über ihr Verschwinden zu erfahren.
Im Laufe dieser Besuche erklärt Persephone, dass sie eine liebevolle Ehe mit Hades führte, die laut Hades eine Folge davon war, dass Zeus sie ihm als Geschenk für die Übernahme der Unterwelt „geschenkt“ hatte, was Hades als unglaublich respektlos empfand und Zeus nie verziehen hat. Zagreus wurde tot geboren, weil die Moiren bestimmt hatten, dass Hades nie einen Erben zeugen würde. Persephone rannte in ihrem Kummer davon, weigerte sich aber, an ihren Geburtsort auf dem Olymp zurückzukehren, den sie wegen des ständigen Streits und Getue der Götter nicht mochte. Zagreus wurde jedoch schließlich durch die Kräfte von Nyx in einem extrem langwierigen Prozess wieder zum Leben erweckt. Persephone weigert sich, in die Unterwelt zurückzukehren, weil sie die Vergeltung der Olympier gegenüber Hades und der Unterwelt fürchtet, sollten diese die Wahrheit über ihr Verschwinden herausfinden, insbesondere ihre Mutter Demeter, die aus Trauer um ihre Tochter die sterbliche Welt in einen endlosen Winter gehüllt hat. Zagreus überredet sie schließlich zur Rückkehr, indem er sie an die Bande der Familie erinnert, und sie segeln schließlich von Griechenland hinunter zum Haus des Hades auf dem Fluss Styx, übergesetzt von Charon. Persephone nimmt ihre Pflichten als Königin der Unterwelt wieder auf und Hades, nun mit neuem Respekt für seinen Sohn, erlaubt Zagreus, seine Fluchtversuche unter dem Vorwand fortzusetzen, Sicherheitslücken in der Unterwelt zu finden.

## Entwicklung
Nach der Veröffentlichung ihres vorherigen Spiels, Pyre, war Supergiant Games daran interessiert, ein Spiel zu entwickeln, das dazu beitragen würde, ihren Entwicklungsprozess für die Spieler zu öffnen, damit sie am Ende das beste Spiel machen würden, das sie aus dem Feedback der Spieler entwickeln konnten. Sie erkannten, dass dies nicht nur beim Gameplay-Ansatz, sondern auch bei den erzählerischen Elementen helfen würde, und entschieden sich daher für den Early-Access-Ansatz bei der Entwicklung von Hades, nachdem sie die Grundlage des Spiels geschaffen hatten. Da Supergiant immer noch ein kleines Team von etwa 20 Mitarbeitern war, wussten sie, dass sie den Early-Access-Ansatz nur auf einer Plattform unterstützen konnten, mit der Absicht, das Spiel dann bei Fertigstellung auf andere Plattformen zu portieren. Supergiant hatte mit Epic Games gesprochen und von deren Absicht erfahren, einen eigenen Epic Games Store zu starten, und war der Meinung, dass die experimentelle Plattform gut zu Hades passen würde. Supergiants Entscheidung wurde zum Teil aufgrund von Epics Fokus auf Content Creators getroffen, da Supergiant Hades mit dem Gedanken entwickelt hatte, ein für Streamer günstiges Spiel zu sein, das durch den Epic Games Store begünstigt werden würde. Supergiant rechnete damit, dass die Fertigstellung von Hades etwa drei Jahre dauern würde, vergleichbar mit der Entwicklungszeit ihrer vorherigen Titel.
In Bezug auf die Erzählung und den Spielansatz hatte das Supergiant-Team darüber diskutiert, welche Art von Spiel sie als Nächstes machen wollten, und sich auf ein Konzept geeinigt, das einfach aufzunehmen und zu spielen wäre, das in sehr kurzen Zeiträumen gespielt werden könnte und Möglichkeiten zur Erweiterung nach der Veröffentlichung hätte, was sie in Richtung eines Rogue-like-Spiels trieb, das im Allgemeinen am besten den Early-Access-Ansatz genutzt hat. Der Rogue-like-Ansatz passte auch gut zu den bisherigen Zielen des Gameplay-Designs, bei dem man immer wieder neue Tricks oder Hilfsmittel für den Spieler einbauen wollte, die ihn dazu bringen sollten, die bisherige Spielweise zu überdenken. Pyre war ein Versuch gewesen, eine verzweigte, offene Erzählung zu schaffen, aber als das Spiel veröffentlicht wurde, erkannte Supergiant, dass die meisten Spieler das Spiel nur einmal durchspielen würden und damit die verzweigte Erzählperspektive verlieren würden. Mit der Etablierung von Hades als Rogue-like war das Team der Meinung, dass die verzweigte Erzählperspektive viel angemessener wäre, da das Genre von den Spielern verlangt, dass sie das Spiel wiederholt durchspielen.
Für die Spielwelt zog Supergiant in Erwägung, die Welten aus den vorherigen Spielen wieder aufzugreifen, war aber der Meinung, dass ein völlig neues Szenario besser wäre. Supergiants Creative Director Greg Kasavin kam auf die Idee der griechischen Mythologie, ein Thema, für das er sich seit seiner Jugend interessierte. Ursprünglich war geplant, das Spiel Minos zu nennen, mit dem Helden Theseus als Spielercharakter, der einen Ausgang aus den sich ständig verändernden Labyrinthen von Minos sucht. Die Labyrinthe unterstützten die Rogue-like-Facetten, aber Supergiant fand es schwierig, die verzweigenden erzählerischen Faktoren zu integrieren. Sie fanden auch, dass Theseus ein zu generischer Charakter war, um zu ihrer Erzählung zu passen.
Während einer Arbeitspause recherchierte Kasavin mehr über die griechischen Mythen und fand heraus, dass Hades in diesen Geschichten unterrepräsentiert war, da die Olympier ihn fürchteten. Diese Entdeckung führte Kasavin dazu, das Spiel auf Zagreus' Flucht von Hades und der Unterwelt zu konzentrieren, da dies ein interessanterer erzählerischer Ansatz war. Kasavin verglich die Götter als „eine große dysfunktionale Familie, in der wir uns selbst sehen können“. Indem Zagreus immer wieder versucht und scheitert, von Hades zu entkommen, würde es sowohl die Art von Slapstick-Komödie bieten, die seiner Meinung nach die Beziehungen in dieser „Familie“ einfängt, als auch die Spielerfahrung, die typischerweise mit Rogue-likes assoziiert wird, in denen sich der Spieler in einem Moment unbesiegbar fühlen kann, nur um im nächsten Moment schnell besiegt und zurück an den Start gebracht zu werden. Die Änderung von Theseus zu Zagreus hatte nur minimale Auswirkungen auf den Spielinhalt, den sie bis zu diesem Zeitpunkt entwickelt hatten, und half dabei, die Gameplay-Verbindung zur Erzählung herzustellen; Theseus blieb im Spiel, aber seine Rolle wurde die eines Boss-Charakters und verwandelte ihn in einen prahlerischen Bösewicht zusammen im Team mit Asterius, dem Minotaurus. Die Erzählung von den griechischen Göttern informierte auch leicht über die Vorteile, die der Spieler erhält, wenn er im Spiel vorankommt, und die die verschiedenen Kräfte der Götter repräsentieren, sowie über verschiedene Gameplay-Elemente wie die Prüfungen der Götter, die die wankelmütige Beziehung der Götter zueinander betonen. Diese Teile des Dialogs werden mit jedem Durchlauf durch das Spiel weiterentwickelt, wodurch jeder Fluchtversuch im Vergleich zu traditionellen Rogue-likes bedeutungsvoll wird, was nach Ansicht von Supergiant dazu beitragen würde, mehr Spieler in das Spiel zu ziehen.
Im Gegensatz zu Supergiants Vorgängerspieler Bastion und Transistor, die eher lineare Spiele waren und somit mehr Kontrolle über den Fortschritt des Spielers hatten, stellte Hades die Herausforderung dar, Dialoge für die Vielzahl der Wege zu schreiben, die der Spieler im Spiel zurücklegen konnte. Kasavin und seine Autoren entwarfen etwa zehn Stunden Dialog zwischen Zagreus und den Nicht-Spieler-Charakteren, basierend auf einer großen Anzahl von potenziell verketteten Ereignissen, die dem Spieler widerfahren könnten. Zum Beispiel kann der Spieler während eines Laufs Eurydike begegnen und bei der Rückkehr zur Zentrale nach dem Scheitern des Laufs Eurydikes Ehemann Orpheus treffen, der den Spieler aufgrund dieses vorherigen Treffens bittet, Eurydike eine Nachricht zu überbringen, wenn er ihr das nächste Mal begegnet. Diese Dialogereignisse waren auch mit Verbesserungen verbunden, sobald der Spieler die Ereigniskette durchschaut hatte.
Supergiant blieb der griechischen Mythologie im Spiel treu. Die Grafik des Spiels, hauptsächlich von der hauseigenen Künstlerin Jen Zee, zeigt alle Olympioniken als attraktiv mit einer dezenten Hommage an die „heroische Nacktheit“ der antiken griechischen Kunst, so Kasavin. Das Spiel erforscht auch die vielfältige Sexualität, die von den griechischen Mythen impliziert wurde; Zagreus ist bisexuell, während eine Nebenhandlung die homosexuelle Beziehung zwischen Achilleus und Patroklos erforscht.

## Veröffentlichung
Hades wurde bei den Game Awards 2018 am 6. Dezember 2018 angekündigt und als einer der ersten Drittanbieter-Titel bestätigt, der im neu angekündigten Epic Games Store angeboten werden sollte. Laut Geoff Keighley, dem Gastgeber und Organisator der Game Awards, traten Amir Rao und Greg Kasavin von Supergiant im Februar 2018 auf dem DICE Summit an ihn heran, um über Hades und ihre Absicht zu sprechen, es als Early-Access-Titel am selben Tag der Game Awards zu veröffentlichen. Hades war ein zeitlich begrenzter Exklusivtitel im Epic Games Store, der später am 10. Dezember 2019 für Steam veröffentlicht wurde. Supergiant veröffentlichte das Spiel offiziell am 17. September 2020 aus dem Early Access, zeitgleich mit der digitalen Veröffentlichung auf der Nintendo Switch. Obwohl zu diesem Zeitpunkt ein plattformübergreifende Speicherung zwischen der Windows- und der Switch-Version geplant war, musste Supergiant dies bis zu einem Patch verschieben, der im Dezember 2020 veröffentlicht wurde, wobei das plattformübergreifende Speichern über das Epic-Games-Store-Konto aktiviert werden konnte.
Eine physische Nintendo-Switch-Version von Hades wurde am 19. März 2021 veröffentlicht. Portierungen für PlayStation 4, PlayStation 5, Xbox One und Xbox Series X/S erschienen am 13. August 2021.
Im Mai 2024 wurde ein Nachfolger mit dem Titel Hades II als Early-Access-Version veröffentlicht.

## Rezeption
Hades erhielt laut dem Kritikenaggregator Metacritic „universelle Anerkennung“ und eine Wertung von 93 (jeweils für PC und Switch). Bei OpenCritic steht das Spiel bei 94, basierend auf 115 Kritiken. Während des fast zwei Jahre dauernden Early Access verkaufte sich Hades 700.000 Mal. Innerhalb von drei Tagen nach der offiziellen Veröffentlichung wurden weitere 300.000 Exemplare verkauft, so dass sich die Gesamtzahl der verkauften Exemplare auf über eine Million belief. Die Kritiker lobten Hades insbesondere für seine Geschichte, die Figuren, das Gameplay und den Soundtrack.
IGN lobte die Figuren und schrieb, dass jede von ihnen „[sich] wie eine authentische Neuinterpretation eines klassischen griechischen Mythos anfühlt… sie sind alle eine Freude anzusehen“. The Guardian mochte die Arbeit von Artdirector Jen Zee am Spiel, besonders ihre Porträts der Figuren, und nannte sie „wunderbar gezeichnet“ und „mit angemessenen gottähnlichen Profilen“. Jordan Devore von Destructoid gefiel die Geschichte, er fand, dass die Dialoge die nicht-lineare Natur des Spiels nutzten, "ohne künstlich oder „spielerisch“ zu wirken". Matt Miller von Game Informer war der Meinung, dass „der Kampf rasant und herausfordernd“ ist und es eine Vielfalt an Feinden gibt, denen Zagreus gegenübersteht, obwohl Miller der Meinung war, dass sich der Kampf an bestimmten Stellen auf das Drücken von Knöpfen beschränkt. Suriel Vazquez, der für GameSpot schrieb, war der Meinung, dass der Weltenbau „ein robustes Postgame ergänzt, das … noch mehr Gründe bietet, eine bereits fesselnde Mischung aus RPG und Action-Kampf zu spielen“.

### Auszeichnungen
Hades gewann mehrere Auszeichnungen und Ehrungen. Bei den New York Game Awards 2021 gewann es in den Kategorien Game of the Year, Best Music, Best Writing und Best Acting, mehrere Publikationen hielten es für eines der besten Computerspiel des Jahres 2020, darunter Polygon, Giant Bomb, IGN, USGamer, Destructoid, Time, The Washington Post, Slant Magazine, und Entertainment Weekly. Es gewann auch den Nebula Award für das beste Game Writing, sowie das Game of the Year bei den British Academy Video Games Awards 2021, den DICE Awards 2021 und den Game Developers Choice Awards 2021.
| Jahr | Auszeichnung                       | Kategorie                                         | Resultat  | Beleg         |
| ---- | ---------------------------------- | ------------------------------------------------- | --------- | ------------- |
| 2020 | Golden Joystick Awards             | Ultimate Game of the Year                         | Nominiert | [ 51 ]        |
| 2020 | Golden Joystick Awards             | PC Game of the Year                               | Nominiert | [ 51 ]        |
| 2020 | Golden Joystick Awards             | Best Storytelling                                 | Nominiert | [ 51 ]        |
| 2020 | Golden Joystick Awards             | Best Visual Design                                | Nominiert | [ 51 ]        |
| 2020 | Golden Joystick Awards             | Best Indie Game                                   | Gewonnen  | [ 51 ]        |
| 2020 | Golden Joystick Awards             | Critic's Choice                                   | Gewonnen  | [ 51 ]        |
| 2020 | The Game Awards                    | Game of the Year                                  | Nominiert | [ 52 ]        |
| 2020 | The Game Awards                    | Best Game Direction                               | Nominiert | [ 52 ]        |
| 2020 | The Game Awards                    | Best Narrative                                    | Nominiert | [ 52 ]        |
| 2020 | The Game Awards                    | Best Art Direction                                | Nominiert | [ 52 ]        |
| 2020 | The Game Awards                    | Best Score and Music                              | Nominiert | [ 52 ]        |
| 2020 | The Game Awards                    | Best Performance                                  | Nominiert | [ 52 ]        |
| 2020 | The Game Awards                    | Best Indie                                        | Gewonnen  | [ 52 ]        |
| 2020 | The Game Awards                    | Best Action                                       | Gewonnen  | [ 52 ]        |
| 2020 | The Game Awards                    | Player's Voice                                    | Nominiert | [ 52 ]        |
| 2021 | British Academy Video Games Awards | Best Game                                         | Gewonnen  | [ 53 ] [ 48 ] |
| 2021 | British Academy Video Games Awards | Artistic Achievement                              | Gewonnen  | [ 53 ] [ 48 ] |
| 2021 | British Academy Video Games Awards | Audio Achievement                                 | Nominiert | [ 53 ] [ 48 ] |
| 2021 | British Academy Video Games Awards | Game Design                                       | Gewonnen  | [ 53 ] [ 48 ] |
| 2021 | British Academy Video Games Awards | Music                                             | Nominiert | [ 53 ] [ 48 ] |
| 2021 | British Academy Video Games Awards | Narrative                                         | Gewonnen  | [ 53 ] [ 48 ] |
| 2021 | British Academy Video Games Awards | Original Property                                 | Nominiert | [ 53 ] [ 48 ] |
| 2021 | British Academy Video Games Awards | Performer in a Supporting Role (Logan Cunningham) | Gewonnen  | [ 53 ] [ 48 ] |
| 2021 | GLAAD Media Award                  | Outstanding Video Game                            | Nominiert | [ 54 ]        |
| 2021 | Gayming Awards                     | Game of the Year                                  | Gewonnen  | [ 55 ]        |
| 2021 | Gayming Awards                     | Gayming Magazine Readers’ Award                   | Gewonnen  | [ 55 ]        |
| 2021 | DICE Awards                        | Game of the Year                                  | Gewonnen  | [ 56 ] [ 49 ] |
| 2021 | DICE Awards                        | Outstanding Achievement in Art Direction          | Nominiert | [ 56 ] [ 49 ] |
| 2021 | DICE Awards                        | Outstanding Achievement in Character (Zagreus)    | Nominiert | [ 56 ] [ 49 ] |
| 2021 | DICE Awards                        | Outstanding Achievement in Story                  | Nominiert | [ 56 ] [ 49 ] |
| 2021 | DICE Awards                        | Action Game of the Year                           | Gewonnen  | [ 56 ] [ 49 ] |
| 2021 | DICE Awards                        | Outstanding Achievement for an Independent Game   | Gewonnen  | [ 56 ] [ 49 ] |
| 2021 | DICE Awards                        | Outstanding Achievement in Game Design            | Gewonnen  | [ 56 ] [ 49 ] |
| 2021 | DICE Awards                        | Outstanding Achievement in Game Direction         | Gewonnen  | [ 56 ] [ 49 ] |
| 2021 | Nebula Award                       | Best Game Writing                                 | Gewonnen  | [ 47 ] [ 57 ] |
| 2021 | Hugo Award                         | Best Video Game (einmalige Kategorie)             | Gewonnen  | [ 58 ]        |
| 2021 | Game Developers Choice Awards      | Game of the Year                                  | Gewonnen  | [ 50 ]        |
| 2021 | Game Developers Choice Awards      | Best Audio                                        | Gewonnen  | [ 50 ]        |
| 2021 | Game Developers Choice Awards      | Best Design                                       | Gewonnen  | [ 50 ]        |
| 2021 | Game Developers Choice Awards      | Innovation Award                                  | Nominiert | [ 50 ]        |
| 2021 | Game Developers Choice Awards      | Best Narrative                                    | Nominiert | [ 50 ]        |
| 2021 | Game Developers Choice Awards      | Best Visual Art                                   | Nominiert | [ 50 ]        |
| 2021 | Global Industry Game Awards        | Miscellaneous – Best Representation               | Gewonnen  | [ 59 ]        |
| 2021 | Global Industry Game Awards        | Art – Best 2D Animation                           | Gewonnen  | [ 59 ]        |
| 2021 | Global Industry Game Awards        | Art – Best 2D Character Design                    | Gewonnen  | [ 59 ]        |
| 2021 | Global Industry Game Awards        | Art – Best 2D Environment Art                     | Nominiert | [ 59 ]        |
| 2021 | Global Industry Game Awards        | Art – Best UI Art                                 | Gewonnen  | [ 59 ]        |
| 2021 | Global Industry Game Awards        | Audio – Best Voice Acting                         | Gewonnen  | [ 59 ]        |
| 2021 | Global Industry Game Awards        | Design – Best Systems Design                      | Gewonnen  | [ 59 ]        |
| 2021 | Global Industry Game Awards        | Design – Best UI/UX                               | Gewonnen  | [ 59 ]        |
| 2021 | Global Industry Game Awards        | Writing/Narrative – Best Dialogue                 | Gewonnen  | [ 59 ]        |
| 2021 | Global Industry Game Awards        | Writing/Narrative – Best Narrative Design         | Gewonnen  | [ 59 ]        |